# Lisas Pony
Lisas Pony (Originaltitel: Lisa’s Pony) ist die achte Episode der dritten Staffel der US-amerikanischen Zeichentrickserie Die Simpsons.
Für diese Folge gewann Dan Castellaneta, der englische Synchronsprecher von Homer Simpson und einigen anderen Charakteren, den Primetime Emmy Award in der Kategorie Outstanding Voice-Over Performance.

## Handlung
Tochter Lisa nimmt an einem Talenteabend in der Schule teil, als sie vor der Aufführung bemerkt, dass sie ein neues Blatt für ihr Saxophon braucht. Sie bittet ihren Vater Homer per Telefon, es rasch zu besorgen. Der Musikladen befindet sich jedoch neben Homers Stammkneipe, so dass er beschließt, vor der Besorgung noch ein Bier zu trinken. Danach hat der Laden jedoch bereits geschlossen. Homer geht niedergeschlagen noch einmal in die Bar beschwert sich bei einem weiteren Gast, „der Idiot vom Musikgeschäft“ habe zu früh den Laden zugemacht. Dieser stellt sich nun selbst als der Besitzer des Ladens vor. Mit Bitten und Flehen kann Homer ihn dazu bringen, den Laden noch einmal zu öffnen und ihm das Blättchen zu verkaufen. Währenddessen hat Lisas Auftritt jedoch schon begonnen. Ohne neues Saxophonblatts trifft sie kaum einen Ton. Als Homer mit dem Saxophonblatt eintrifft kann er nur noch und mitansehen, wie Lisa durch sein Verschulden ausgelacht wird.
Lisa ist wegen der Blamage wütend und enttäuscht. Homer gelingt es zunächst nicht, sie dazu zu bringen, ihm zu verzeihen. Schließlich beschließt er, ihr ein Pony zu kaufen, um ihr ihren sehnlichsten Wunsch zu erfüllen, damit sie ihm verzeiht. Zur Finanzierung nimmt er einen Kredit über 5.000 Dollar auf. Lisa ist begeistert von dem Pony und verzeiht ihm. Homer hat jedoch nicht mit den Nebenkosten gerechnet: Der Stallplatz für das Pony kostet 530 Dollar pro Monat. Homer muss einen Zweitjob im Kwik-E-Mart annehmen. Lisa verbringt viel Zeit mit dem Pony und bemerkt nicht, dass Homer Tag und Nacht arbeitet; ihm unterlaufen wegen der Müdigkeit jedoch immer öfter Fehler.
Schließlich macht sich Mutter Marge solche Sorgen um Homer, dass sie ihrer Tochter erzählt, dass Homer seit einiger Zeit zwei Jobs hat, nur um das Pony zu finanzieren. Lisa beobachtet ihren Vater bei seinem Zweitjob und ist erschüttert. Sie entschließt sich, das Pony zurückzugeben, weil ihr selbst ein unzuverlässiger Vater wichtiger ist als ein Pony.

## Referenzen
Zu Beginn der Episode träumt Homer eine eigene Version der Szene „Der Morgen der Menschheit“ (englisch „The Dawn of Man“) aus dem 1968 erschienenen Kinofilm 2001: Odyssee im Weltraum, in der Homer als Affe dargestellt wird. Auch gibt es in einer Szene, als Lisa aufwacht, eine Anspielung auf den Film Der Pate, da sie den Kopf des Ponys sieht, das in ihrem Bett liegt. Nachdem Homer im Verlauf der Folge Lisas Gefühle verletzt, schaut er sich alte Aufnahmen der Familie an. Darunter ist auch ein Video, in dem sich Homer den Film Fantasy Island anschaut, während Lisa ihre ersten Schritte macht und er sie nicht beachtet.

## Rezeption

### Ausstrahlung
Die US-amerikanische Erstausstrahlung dieser Folge am 7. November 1991 auf dem US-Sender FOX sahen durchschnittlich etwa 12,7 Millionen Zuschauer. Mehr als ein Jahr später, am 19. Januar 1993, sendete das ZDF die deutschsprachige Erstausstrahlung.

### Auszeichnung
Dan Castellaneta gewann für seine Synchronisierung von u. a. Homer Simpson (siehe dazu auch Synchronisation von Die Simpsons) im Jahre 1992 den Primetime Emmy Award für Outstanding Voice-Over Performance, wobei er diesen Preis zusammen mit Jackie Mason, Julie Kavner, Yeardley Smith, Marcia Wallace und Nancy Cartwright trägt, die allesamt für die Synchronisation einer oder mehrerer Charaktere aus Die Simpsons ausgezeichnet wurden.